# リビルドワールド
『リビルドワールド』（Rebuild World）は、ナフセによるライトノベル、およびその元となったオンライン小説。先史文明の滅亡から再構築された世界を舞台に、スラムの少年とバーチャルな美女によるハンター稼業を描くSFサイバーパンク作品。2017年2月から、日本の小説投稿サイト「カクヨム」や「小説家になろう」にて連載されている（Web版は「非公開」というペンネーム）。2019年5月から、Web版を改稿する形で電撃の新文芸（KADOKAWA）より刊行されている。イラストは吟、わいっしゅ（世界観イラスト）、cell（メカニックデザイン）。2025年3月時点で電子版を含めたシリーズ累計部数は120万部を突破している。
メディアミックスとして、綾村切人によるコミカライズ版が『電撃マオウ』 (KADOKAWA) で2019年9月号から連載されている。また2023年7月にはテレビアニメ化が発表された。

## あらすじ
物語の舞台は旧世界と呼ばれる高度科学文明が滅びて、長い年月が過ぎた時代。旧世界の遺跡から見つかる現在では再生できない高テクノロジーの遺物は非常に高値で取引されていた。遺跡には旧世界の自律兵器だったモンスターがさまよい、非常に危険な場所だった。その遺跡を探索し遺物を持ち帰る者たちはハンターと呼ばれ、危険と隣り合わせで一攫千金を狙える職業である。
クガマヤマ都市のスラムで生きる孤児の少年アキラは、駆け出しのハンターとして、まるで自殺行為ともいえるような貧弱な装備でクズスハラ街遺跡に遺物探しに赴く。途中で自分の手には余ると遺跡で探索をあきらめかけていたアキラは、突然目の前に非現実的な全裸の美女がいることに気付く。その美女は自らをアルファと名乗り、自分の姿は拡張現実でアキラにしか感知できないと告げる。アルファは自分の目的を果たしてもらえるなら、アキラを一流のハンターに育てると交換条件を申し出る。
アルファと契約したアキラは、アルファの持っている旧世界のテクノロジーの知識と遺跡探索に必要な数々のサポートを得て様々の死線を潜り抜け、ハンターとして大成していく。

## 登場人物
アキラ
声 - 山下大輝。
本作の主人公。クガマヤマ都市外縁にあるスラムの孤児の少年。
今日を生きて明日を迎えるためにハンターを志してクズスハラ街遺跡へ向かい、そこで出会ったアルファと契約した。ハンターとして数々の死線を潜り抜け、心身共に成長していく。
高レベルな旧領域接続者。過去の人生において軽んじられ踏みにじられ続け、その結果強い人間不信と著しく低い自己評価を抱いていた。その育ちゆえ割り切った人間関係が多く、基本的に他者を「敵か敵ではないか」に分類している。
極一部の例外、懐に入った味方や親密になった身内とも呼べる人間に対しては無償の奉仕にも近い献身を行う また相応の借りを受けた相手への義理人情には極めて厚く、報いる為には命を賭すことも厭わない。
足りない実力をアルファのサポートと覚悟、死地への踏み込みで補うために生傷が絶えないが、依頼をこなすうちに（アルファのサポートによる年恰好に見合わない成果も含めて）周囲から一目置かれるようになる。
スラムの孤児であったため、年齢と比較して、平均より遥かに小柄な体躯をしていたが、アルファと契約以降は栄養状態が改善され、身体的にも急激に成長を始めている。
追い詰められたり自棄になると笑う癖がある。
『このライトノベルがすごい！』男性キャラクター部門では2022年版で10位を獲得。
アルファ
声 - 久保ユリカ
クズスハラ街遺跡に全裸で佇んでいた蠱惑的な美女。とある遺跡の攻略をアキラへ依頼し、その対価として様々なサポートを提供するようになる。
実体は無く旧世界のネットワーク上に存在しており、拡張現実で表示した自分の姿や声を認識できる人間を探していた。事あるごとに破廉恥で際どい服装を見せびらかすなどしてアキラを誘惑している
常に笑顔を絶やさないが、目覚まし時計扱いされてひどく拗ねるなど自尊心が強い
エレナ達やシズカ、シェリルの存在が自分の目的の邪魔にならないか常に判断している。時には彼女たちを遠ざけるようにアキラに遠回しにアドバイスする。また情報開示を複雑な規則を理由に煙に巻いたり、アキラの肉体制御の掌握など不都合な事実を隠蔽している。
その能力は旧世界の知識、索敵、弾道計算、オートバイ・自動車・強化服の操作、敵への欺瞞情報におよび本世界随一の戦闘補助能力を持ち未だハンターとして駆け出しのアキラに一流の技能を与えている。また、同時に複数存在しておりアキラ以外のハンターの遺跡攻略の可能性も探っている。
アキラを試行499と呼んでおり、遺跡の攻略を頼んだ対象がアキラが初めてではないことを物語っている。試行498はアルファと完全敵対し消息不明になった。

### ハンター
エレナ
クガマヤマ都市のハンター。サラの相棒。索敵や指揮統制を担当している。都市や他のハンターも認める高い実力の持ち主。アキラが気を許している人物の一人。
アキラに命を救われており、アキラに好意を抱いている。
中央部出身。サラの幼馴染で資産管理を任されていた代理人。中央部の常人の数倍の筋力があり、そのせいで化け物と疎外されていた 親友のサラを救うべく周囲の反対を押し切り共に東部へやってきた。
サラ
クガマヤマ都市のハンター。エレナの相棒。主に火力担当。アキラが気を許している人物の一人。
ナノマシンによる身体拡張者なので人並み外れた身体能力があり、強力な重火器を用いての火力投射を得意としている。
胸部はナノマシンの貯蔵庫でもあり、それを使うにつれて巨乳から貧乳になっていく（ナノマシンを補充すれば再び巨乳になる）。
エレナ同様アキラに命を救われておりアキラに好意を抱いている。
中央部の裕福な一家のお嬢様。中央部では治療不能の難病を患い余命も僅かだったが、東部でナノマシン治療を受け快方。しかし東部の技術を嫌悪する父親に追手を差し向けられてしまう。 身体強化拡張者の力で追手を返り討ちにし、その後エレナと共に東部でハンターとなった。
キャロル
アキラがミハゾノ街遺跡を攻略中に出会ったソロで活動している女ハンター。男性を惑わす容姿をもつ。遺物の売買よりは自ら調べた遺跡の地図を売買することを主な商売としている。
ハンター稼業のほか副業として売春をしており、彼女にかかわって身を持ち崩したハンターは多い。アキラを誘うがそっけなくされたため逆に興味をもち、アキラと絡んでいくようになる。
同じ悪女であるヴィオラとは友人である。

#### ドランカム
クガマヤマ都市を中心に活動している新興ハンターの徒党。高額な装備を積極的に若手に回すなど若手育成に力を入れているが、その分のしわ寄せがベテランハンターに行っており、若手ハンターとベテランハンターの潜在的な対立構造がある。
カツヤ
ドランカムの新人ハンター。凄腕のハンターにして教育係のシカラベのもと、同じく若手ハンターのユミナやアイリと共に活動しているが、歳の近いアキラをライバル視している。
正義感が強く困っている人を放っておけない性格だが、考え無しに行動して問題になることもある。
天然の女たらしで、周囲にドランカム所属の若手女性ハンターを複数侍らしており、アキラを崇拝しているシェリルでさえうっかり落とされそうになった。
アキラのもう一つの可能性であったが、アキラとの戦闘で命を落とした。
ユミナ
カツヤの周囲を取り囲む若手女性ハンターの一人。精神的に大人であり、カツヤが暴走しそうなとき窘めたりもする。アキラとカツヤがぶつかりそうになった時、身を挺して仲裁をした。
アイリ
カツヤの周囲を取り囲む若手女性ハンターの一人。
スラム街出身。ドランカムの入党試験で瀕死の重傷を負うもカツヤに命を救われ、それ以来彼と行動を共にしている。
シカラべ
ドランカム所属のベテランハンター。
ドランカムの方針でしぶしぶ若手育成役をしている。装備のおかげで活躍し実力が伴っていない若手が幅を利かせている事を面白く思っていない。カツヤを嫌っているが、実力は素直に認めている。
自身の勘を何よりも大切にしている。
レイナ
ドランカム所属。メイド姿の護衛を引き連れた異彩の存在。実力も度胸もアキラにはおよばないが、鼻にかけた言動で振る舞う。
カツヤを取り巻く若手女性ハンターの一人であったが、クズスハラ遺跡で自らの迂闊な行動でアキラとシオリをピンチに巻き込んでしまう。その事件があって以来カツヤから離れ周りに流されず自分の考えで行動するようになる。
シオリ
レイナの付き人兼護衛。常にメイド型防護服を着用している。
レイナに絶対の忠誠を誓っており、彼女の為なら死も厭わない。しかしそれが仇となり合理的な判断が出来なくなるときもある。
護衛としての訓練を受けており他のハンターとは一線を画す近接戦闘能力を持つ。特に剣術は達人の域に達している。
やむを得ずアキラと死闘を繰り広げたことがあるが、アキラに戦闘不能直前まで追い込まれるも、アキラの機転で命は無事だった。それを感謝しその後はアキラに誠実に接している。
カナエ
レイナのもう一人の付き人。レイナを「お嬢」、シオリを「姐（あね）さん」と呼び、語尾に「っす」が口癖。
クズスハラ遺跡地でレイナが危機に陥った後に追加の警護として派遣された。シオリと同系のメイド服型の防護服を着用している。純粋な武力要員。
戦闘狂。戦いを楽しむ悪癖があり、自分が楽しむ為に護衛対象の窮地を望んだり、敢えて手加減するほど酷い。
銃という強力な遠距離攻撃が席巻する東部においてわざわざ格闘戦を挑む変わり者であり、その腕前は達人の域に達している。
当初はレイナをクソガキと見なしていたが、成長した彼女に忠誠を誓うようになる。
トガミ
ドランカムの若手ハンター。若手ではカツヤに次ぐ実力を持ち、「反カツヤ派の期待の星」として持ち上げられている。
カツヤが一番のドランカムの風潮を面白く思っていなかったが、アキラと一緒に行動したことで自分の実力を見つめ直す。その後、努力で少しずつ実力をつけ始めレイナのよき相棒になる。

### クガマヤマ都市
シズカ
クガマヤマ都市にある万屋カートリッジフリークを営む美人の女性。アキラが気を許している人物の一人。
スラム出身のアキラにも親身に対応してくれる人格者であり、装備の全損や病院送りになるほどの戦闘を繰り返すその身を案じている。
アキラが初めて武装を買ったときに受付をしてくれた。その後も幾度と無くお世話になっており、縁起を担いで武装はシズカの所で購入すると決めている。
死亡率の高さからハンターに客以上の感情を抱かないと決めているが、アキラに対しては大分入れ込んでしまっている。
シェリル
声 - 井上ほの花
クガマヤマ都市スラムの孤児の美少女。
その美貌を生かし所属していた徒党のボスの愛人的な立場に収まっていたが、その徒党のボスがアキラを襲って返り討ちにされ死亡。死中に活を求めてアキラにその徒党の新たなボスになってほしいと頼み拒否されるが、自らが徒党のボスになり、その後ろ盾のハンターとしてのアキラの協力を取り付ける。精神面、金銭面、暴力面からシェリルを支えたアキラを崇拝する心が芽生え、アキラの存在そのものがシェリルをか弱い少女から一つの徒党の有能なボスとして生まれ変わらせる。
アキラには自分や自分の持つすべてをささげてもよいと思っているが、アキラ側に興味がないため空回りしている。アキラが長期間シェリルの元を訪れないときなどは年相応に不安になりイラついたりもする。
生まれ持った容姿に加え、自身の言動により他者への印象をコントロールするコミュニケーション能力に長けており、最初はただの小娘程度の認識であったカツラギなどにも一目置かれるようになる。アキラは高価な旧世界の服を惜しげもなく与えたりするが、ただ最初の約束を守っているだけであり、シェリル個人に対する好意に基づく行動ではない。
シジマ
クガマヤマ都市スラムに数あるギャング徒党のひとつでリーダーを務める男性。部下がシェリルを襲うがアキラに返り討ちにされる。人死にを出したことの和解として、アキラに100万オーラム支払わせ、以後は少なくとも表面上徒党同士は協力関係となる。シェリルの徒党が規模を拡大することにより、協力関係にある徒党として本人の意図しない要因により徐々に大物となっていく自分の立場に困惑する。
カツラギ
武器商人。相棒のダリスと共に最前線から商品を仕入れて武装トレーラーひとつで荒野を駆け抜け、クガマヤマ都市へやって来た。アキラに遺物を自身のところに持ち込ませることと引き換えに、シェリルに協力する。
大儲けしていつか自前の都市を持ち五大企業へ成り上がる野望を抱いている。
キバヤシ
クガマヤマ都市社員で広域経営部所属、ハンターオフィスの仕事も兼任している。無理無茶無謀がとにかく大好き。アキラの戦歴に喜びを見出し、彼を危険な戦場に駆り出すための支援を惜しまない。
ヤナギサワ
クガマヤマ都市幹部で長期戦略部主任。飄々とした態度で他人に接して煙に巻くような態度を見せるが、内には凄まじい決意と執念を秘めている。極めて高い能力を持ちながら坂下重工などの五大企業や統企連からの引き抜きを断り続けて現在の地位に留まっている。「不特定多数の人間の幸福、救済の実現とその継続」を目標に掲げ、大企業や建国主義者すら利用して暗躍する。
カシェア
アキラとシェリルが靴を見繕いに行った、都市の下位区画にある衣類店ラファントーラのの店員。アキラが稼げるハンターだと知ると容赦なく高額商品を売りつける。
セレン
カシェアの妹で同じ店の仕立士の少女。シェリルの持つ旧世界の服をシェリルのスタイルに合わせて仕立て直す。腕は一流

### その他
ケイン
遺物窃盗グループのメンバー。完全義体者で四腕の重装強化服を使用する。
ネリア
遺物窃盗グループのメンバー。完全義体者。狂人。過去は振り返らない主義。

## 用語

### 世界観
旧世界
はるか昔に世界を席巻した先史文明。現在はその痕跡が遺跡やモンスターという形で各地に残っている。その科学力は凄まじく、人間や環境をあまねく作り変えた。
遺跡
旧世界の遺構。かつての摩天楼や大工場、空に浮かぶ天空都市や軍事基地など。またその状況や難易度も様々で、廃墟と化した遺跡は新人ハンターの狩場だが、管理人格のもとで今なお完璧に稼働している遺跡はきわめて危険度が高い。ロストテクノロジーの塊である遺物を求めてハンターが赴く冒険の地であると共に、危険なモンスターが巣食う死地でもある。
理由は不明ながら、東へ行けば行くほどより高度で危険な遺跡が存在している。
クズスハラ街遺跡
クガマヤマ都市にほど近い大規模遺跡。その外縁は廃墟ながら、奥部は高度な自動修復機能により、摩天楼が旧世界のままの姿で輝いている。
ヒガラカ住宅街遺跡
クガマヤマ都市西方の小規模遺跡。長年に渡る探索によって目ぼしい遺物はほとんど残っておらず、廃墟と化している。
ミハゾノ街遺跡

ヨノヅカ駅遺跡

モンスター
現人類の脅威。管理者を失った旧世界の自律兵器群や野生化した生物兵器の末裔、突然変異した動植物などが独自の生態系を築いている。種類によって差異はあるが銃火器融合機能や自己修復機能を持つことからも、人類の脅威となっている。西方よりも東方に行くほど強くなり、また地上よりも高空へ昇るほど強大なモンスターが生息している。
ウェポンドッグ
全長2メートル前後の犬型の生物系モンスター。元は警備を行う為に生み出された生物兵器で、文明が滅びた後も自己改造を繰り返し、遺跡を守り続けている。金属等を食い、機銃やロケット砲などの様々な重火器を背中に生成する。基本群れで行動し、群れの中で最も強力な武装を持つ個体がリーダーとなる。
キャノンインセクト
小型車ほどの大きさ多脚移動装置に戦車の大砲を搭載した自立型兵器。周囲に弾倉型の補給機を随伴させている。武装などの個体差が大きいが、兵器としての統率は取れており、射程に入った標的を協力して攻撃する。
暴食ワニ（合食再構築類）
爬虫類に似た形状と二又の尾、強靭な牙と顎を持つ生物系モンスター。暴食の名の通り何でも食べ、更に食べたものを体組織に即座に反映させる特性がある。金属を食えば金属のうろこを生やし、周囲の環境に応じた成長をするため個体差が激しい。環境次第では数百メートルにまで成長する。

ハンター
金と名誉を荒野に求める者たち。遺跡でモンスターと戦い、旧世界の遺跡を探索して遺物を持ち帰ったり、モンスターを狩って素材を得る荒業を生業としている。統企連傘下のハンターオフィスによって管理・監督されている。ハンターオフィスが認定するハンターランクと呼ばれる階級でその強さや能力を区分される。
職業としての正式名は「東部統治企業連盟認証第三特殊労働員」

### 勢力・組織
クガマヤマ都市
東部の真ん中ほどにある統治企業都市。全周を防壁で囲った東部では一般的な要塞都市。防壁の外側にも街やスラムが広がっている。
東部統治企業連盟
通称「統企連」。五大企業を中心とした統治企業の集合体で、国家無き東部地域における主権者。
建国主義者
東部における企業統治体制の打破を目指す武装集団。
中央部統治国家連合
通称「国連」。国家という統治制度を敷く複数の国家の集合体。中央部地域を支配しており、東の統企連とは不仲である。

### 技術・兵器
AAH突撃銃
100年ほど前に開発された傑作アサルトライフル。頑丈かつ拡張性に優れており、ハンターに愛用されている。
回復薬
ハンターが携行する治療用ナノマシン。
強化服
着込むタイプのパワードスーツ。エネルギーを供給することでパワーアシストや防弾性を発揮する。
力場装甲（フォースフィールドアーマー）
エネルギーを消費して物理ダメージを軽減する、いわゆるバリア。発動時に衝撃変換光が発生する。足元に生成すれば、理論上は空中を駆けることも可能である。
人型兵器
二脚の装甲兵器。脳拡張者が直接接続することで強力な戦力になるが、操縦には高い適性が必要。統治企業の都市防衛隊などで運用されている。

### その他
旧領域接続者
特別な処置や機器を使わずとも身ひとつで旧世界のネットワークに接続できる特異な人間。
色無しの霧
東部の大気中を広く覆う不可思議な気候現象。あたかも見えない霧状をしており、濃度が濃くなると通信遮断などのさまざまな障害が発生する。

## 評価
電撃の新文芸レーベルの発足にあたって開催されたスタートアップコンテストにおいて大賞を受賞。
『このライトノベルがすごい！』単行本・ノベルス部門では2020年版で5位、2021年版・2022年版で共に4位をそれぞれ獲得している。

## 既刊一覧

### 単行本
- ナフセ（著）・吟（イラスト）・わいっしゅ（世界観デザイン）・cell（メカニックデザイン）、KADOKAWA〈電撃の新文芸〉、既刊14巻（2025年4月17日現在）

| 巻数 | タイトル                                        | 初版発行日     | 発売日         | ISBN              |
| ---- | ----------------------------------------------- | -------------- | -------------- | ----------------- |
| 1    | リビルドワールドI〈上〉 誘う亡霊                | 2019年5月17日  | 2019年5月17日  | 978-4-04-912394-4 |
| 2    | リビルドワールドI〈下〉 無理無茶無謀            | 2019年7月17日  | 2019年7月17日  | 978-4-04-912519-1 |
| 3    | リビルドワールドII〈上〉 旧領域接続者           | 2019年11月16日 | 2019年11月16日 | 978-4-04-912730-0 |
| 4    | リビルドワールドII〈下〉 死後報復依頼プログラム | 2020年1月17日  | 2020年1月17日  | 978-4-04-912731-7 |
| 5    | リビルドワールドIII〈上〉 埋もれた遺跡          | 2020年5月18日  | 2020年5月18日  | 978-4-04-913069-0 |
| 6    | リビルドワールドIII〈下〉 賞金首討伐の誘い      | 2020年9月17日  | 2020年9月17日  | 978-4-04-913070-6 |
| 7    | リビルドワールドIV 現世界と旧世界の闘争         | 2021年3月17日  | 2021年3月17日  | 978-4-04-913490-2 |
| 8    | リビルドワールドV 大規模抗争                    | 2021年8月17日  | 2021年8月17日  | 978-4-04-913738-5 |
| 9    | リビルドワールドVI〈上〉 統治系管理人格         |                | 2022年3月17日  | 978-4-04-913949-5 |
| 10   | リビルドワールドVI〈下〉 望みの果て             | 2022年4月17日  | 2022年4月15日  | 978-4-04-913950-1 |
| 11   | リビルドワールドVII 超人                        |                | 2023年1月16日  | 978-4-04-914275-4 |
| 12   | リビルドワールドVIII〈上〉 第3奥部              |                | 2023年7月14日  | 978-4-04-914865-7 |
| 13   | リビルドワールドVIII〈下〉 偽アキラ             |                | 2024年5月17日  | 978-4-04-914866-4 |
| 14   | リビルドワールドIX〈上〉 生死の均衡             |                | 2025年4月17日  | 978-4-04-915827-4 |

### 漫画
- ナフセ（原作）・吟（イラスト）・綾村切人（作画）・わいっしゅ（世界観デザイン）・cell（メカニックデザイン）、KADOKAWA〈電撃コミックスNEXT〉、既刊13巻（2025年4月25日現在）

| 巻数 | 発売日         | ISBN              |
| ---- | -------------- | ----------------- |
| 1    | 2019年12月27日 | 978-4-04-912933-5 |
| 2    | 2020年6月26日  | 978-4-04-913243-4 |
| 3    | 2020年10月24日 | 978-4-04-913516-9 |
| 4    | 2021年3月27日  | 978-4-04-913770-5 |
| 5    | 2021年8月27日  | 978-4-04-913923-5 |
| 6    | 2022年1月27日  | 978-4-04-914194-8 |
| 7    | 2022年6月27日  | 978-4-04-914488-8 |
| 8    | 2022年11月26日 | 978-4-04-914711-7 |
| 9    | 2023年4月27日  | 978-4-04-914993-7 |
| 10   | 2023年10月26日 | 978-4-04-915253-1 |
| 11   | 2024年5月10日  | 978-4-04-915533-4 |
| 12   | 2024年10月25日 | 978-4-04-916074-1 |
| 13   | 2025年4月25日  | 978-4-04-916438-1 |